# كيلي ماكين
كيلي ماكين (بالإنجليزية: Kelly McCain)‏ هي لاعب كرة مضرب أمريكية، ولدت في 18 مارس 1983 في سبرينغفيلد في الولايات المتحدة.

## وصلات خارجية
- كيلي ماكين على موقع رابطة محترفات التنس (الإنجليزية)
- كيلي ماكين على موقع الاتحاد الدولي لكرة المضرب (الإنجليزية)